# タチアナ・ルイセンコ
タチアナ・ルイセンコ（ロシア語: Татьяна Викторовна Лысенко、1983年9月17日 - ）は、ロシアの陸上競技選手。担当種目はハンマー投。2006年8月にエストニアのタリンで77.80mの当時の世界新記録を樹立した。
2005年7月15日、ルイセンコはルーマニアのミハエラ・メリンテが保持していた世界記録（76.07m）を破る77.06mを樹立した。2006年7月12日に、グルフィヤ・ハナフェエワ（ロシア）が77.26mを記録して更新されたものの、その後約1ヶ月の間に77.41m、77.80mと記録を伸ばしていった。2007年5月26日には78.61mを記録したが7月にドーピングが発覚し、2年間の資格停止とともに2007年5月以降の記録も抹消された。
2012年、ロンドンオリンピックにてオリンピック新記録となる78.18mを記録して金メダルを獲得した。地元・ロシアでの開催となった2013年の世界選手権では、世界歴代2位となる78.80mをマークして優勝した。しかし、2016年にドーピングが発覚。ロンドンオリンピックと2013年世界陸上のメダルを剥奪された。

## 記録
- ハンマー投 - 78.80m （2013年8月17日、世界歴代3位）

## 主な実績
| 年度 | 大会                               | 場所                         | 結果 | 記録   |
| ---- | ---------------------------------- | ---------------------------- | ---- | ------ |
| 2003 | ユニバーシアード                   | 大邱（大韓民国）             | 5位  | 62.04m |
| 2004 | オリンピック                       | アテネ（ギリシャ）           | 10位 | 66.82m |
| 2005 | 世界選手権                         | ヘルシンキ（フィンランド）   | 2位  | 72.46m |
| 2005 | IAAFワールドアスレチックファイナル | ソンバトヘイ（ハンガリー）   | 4位  | 72.34m |
| 2006 | ヨーロッパ選手権                   | イェーテボリ（スウェーデン） | 1位  | 76.67m |
| 2006 | IAAF陸上ワールドカップ             | アテネ（ギリシャ）           | 2位  | 74.44m |
| 2009 | 世界選手権                         | ベルリン（ドイツ）           | 6位  | 72.22m |
| 2011 | 世界選手権                         | 大邱（大韓民国）             | 1位  | 77.13m |
| 2013 | オリンピック                       | イギリス（ロンドン）         | 剥奪 | 78.18m |
| 2013 | 世界選手権                         | ロシア（モスクワ）           | 剥奪 | 78.80m |